# 과적합

초록색 선은 과적합된 모델을, 검은색 선은 일반 모델을 나타낸다.

과적합(過適合, overfitting) 또는 과대적합(過大適合)은 기계 학습(machine learning)에서 학습 데이터를 과하게 학습(overfitting)하는 것을 뜻한다. 일반적으로 학습 데이터는 실제 데이터의 부분 집합이므로 학습 데이터에 대해서는 오차가 감소하지만 실제 데이터에 대해서는 오차가 증가하게 된다.
- 일반적으로 학습 데이터는 실제 데이터의 부분집합이며, 실제 데이터를 모두 수집하는 것은 불가능하다.

- 만약 실제 데이터를 모두 수집하여도 모든 데이터를 학습 시키기 위한 시간이 측정 불가능한 수준으로 증가할 수 있다.

- 학습 데이터만 가지고 실제 데이터의 오차가 증가하는 지점을 예측하는 것은 매우 어렵거나 불가능하다.

## 같이 보기
- 일반화 오차
- 과소적합